# 豐巴赫河
51°29′52.55″N 9°16′52.95″E / 51.4979306°N 9.2813750°E
豐巴赫河（德語：Vombach），是德國的河流，位於該國西部，處於北萊茵-威斯特法倫州，屬於迪默爾河的左支流，河道全長7.8公里，流域面積19.5平方公里，河畔城鎮有博根特賴希。